# Ojo de Agua (Estado de México)
Ojo de Agua es una localidad mexicana que se ubica en el municipio de Tecámac, Estado de México en límites con los pueblos de Santa María Tonanitla y San Pedro Atzompa del municipio de Tecamac y Santo Tomás Chiconautla del municipio de Ecatepec de Morelos. A partir del año 2018 es cabecera del distrito electoral federal número XLI así como cabecera del distrito 22 y 33 del Estado de México. Se puede acceder a ella en distribuidor vial ubicado en el km 32.5 de la autopista México-Pachuca número 85D, así como por la antigua carretera federal México-Pachuca número 85, que da inicio en la salida llamada "Indios Verdes" al norte de la Ciudad de México.
Es la comunidad más poblada del municipio con 386 290 habitantes según el Conteo de Población y Vivienda de 2020. Su principal actividad económica es el comercio local.
Se estima, según fuentes no oficiales, que en la localidad el 0.78 % de la población de adultos mayores hablan una lengua indígena. El porcentaje de analfabetismo entre los adultos es del 0.19 %, 0.69 % en los hombres y 0.68 % en las mujeres.
Ojo de Agua se encuentra a una altitud de 2248 m sobre el nivel del mar.

## Historia

### Hacienda
Los antecedentes de la creación del lugar se remontan a la Hacienda Ojo de Agua en las riberas del lago de Xaltocan. Esta hacienda se fundó en un asentamiento indígena denominado Ameyalco, palabra de origen náhuatl que en español significa “Donde mana el agua”, situado al sur de lo que actualmente es el municipio de Tecámac.
Por datación arquitectónica, se sugiere que su construcción haya dado inicio por el año de 1585. Hacia el año de 1725 fue monasterio y convento de la orden de los frailes dominicos y posteriormente de los Padres de la Profesa de San Felipe Neri. Años más tarde perteneció a las casas de Regla y Guadalupe Gallardo, y a mediados del siglo XIX queda en manos de la familia Ruiz.
Durante la colonia destacó como hacienda ganadera y agrícola, y a finales del siglo XIX, como hacienda de intercambio comercial de gran importancia por la estación del ferrocarril Hidalgo, que se encontraba en ese lugar.

Durante la administración juarista y debido a las reformas del presidente Benito Juárez, la hacienda de Ojo de Agua dejó de pertenecer al municipio de Tecámac para ser integrada un municipio de nueva creación llamado Reforma, siendo cabera municipal el pueblo vecino de Santa María Ozumbilla. 

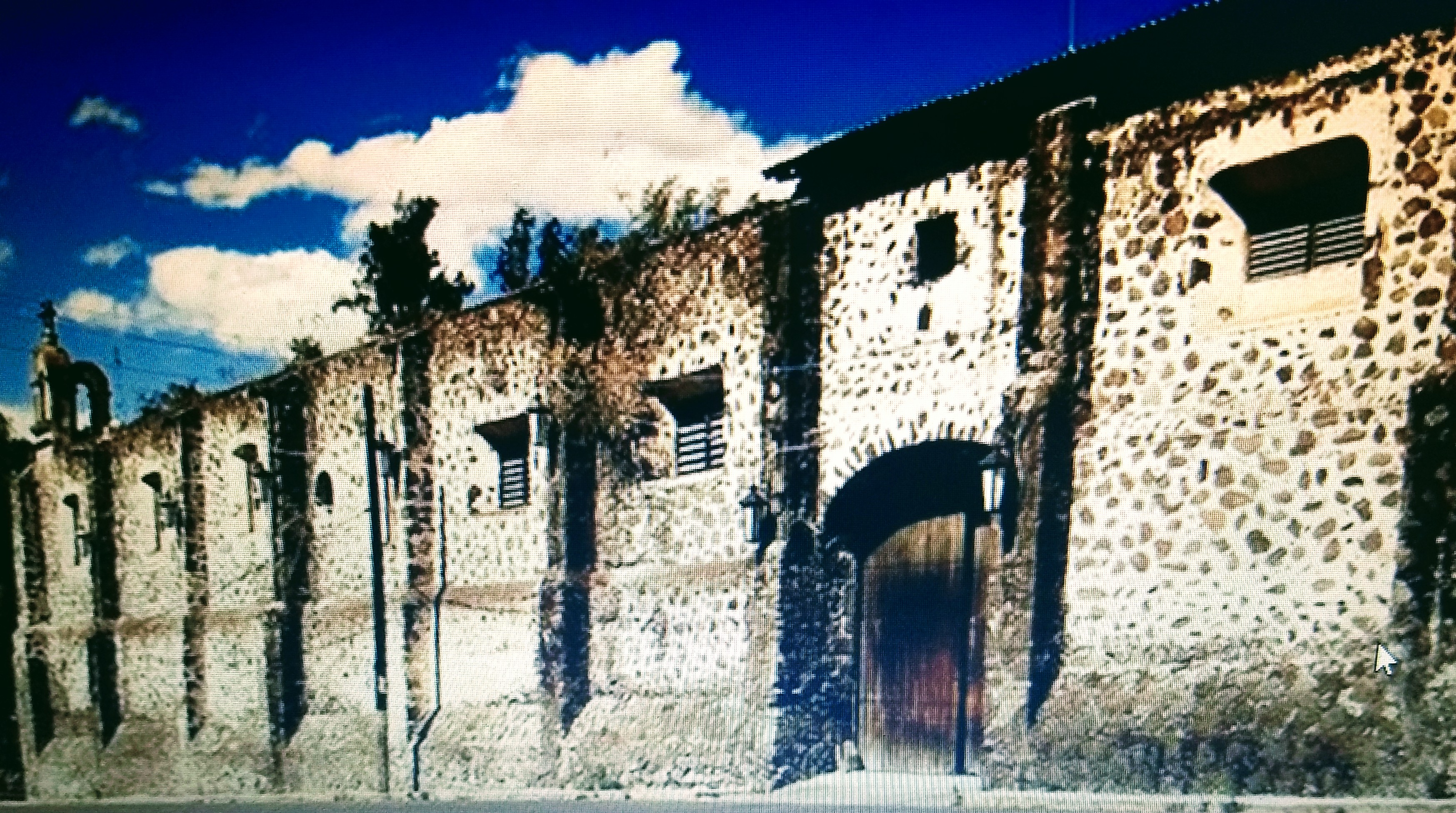
Fachada del Casco de la Hacienda

No obstante, Tecámac recuperó todos estos territorios durante el gobierno de Porfirio Díaz, debido a que sus nuevas regulaciones eliminaron muchos municipios del país, incluyendo el de Reforma, durante el porfiriato y finales del siglo XIX, como hacienda de intercambio comercial de gran importancia por la estación del ferrocarril Hidalgo, que se encontraba en ese lugar.

Pasaron los años y durante la Revolución Mexicana Emiliano Zapata la usó como cuartel general dada su cercanía con la Ciudad de México; en 1916 fue el escenario de una cruenta batalla entre las fuerzas de Venustiano Carranza y las de Francisco Villa y Zapata, saliendo vencedores estos últimos y provocando la huida de los Carrancistas hacia la Capital. 

Tropa de Emiliano Zapata

En 1918 la hacienda fue embargada por el gobierno, pasando posteriormente de nuevo a la propiedad privada y con varios cambios de propietario, entre quienes destaca el General Joaquín Amaro en época de la Guerra Cristera, hasta que en 1968 deciden urbanizar lo que ahora es el fraccionamiento.
Cabe mencionar que el Casco de la Hacienda es sede del Club Hacienda Ojo de Agua A.C. desde su fundación en 1971, ocupándose desde entonces para eventos sociales, culturales y deportivos.

### Municipio de Reforma
Durante de presidencia de Benito Juárez y debido a las reformas del presidente Juárez, la Hacienda de Ojo de agua dejó de pertenecer al municipio de Tecámac para ser integrada al municipio de nueva creación llamado Reforma, siendo cabera municipal el pueblo vecino de Santa María Ozumbilla.

### Fraccionamiento Ojo de Agua

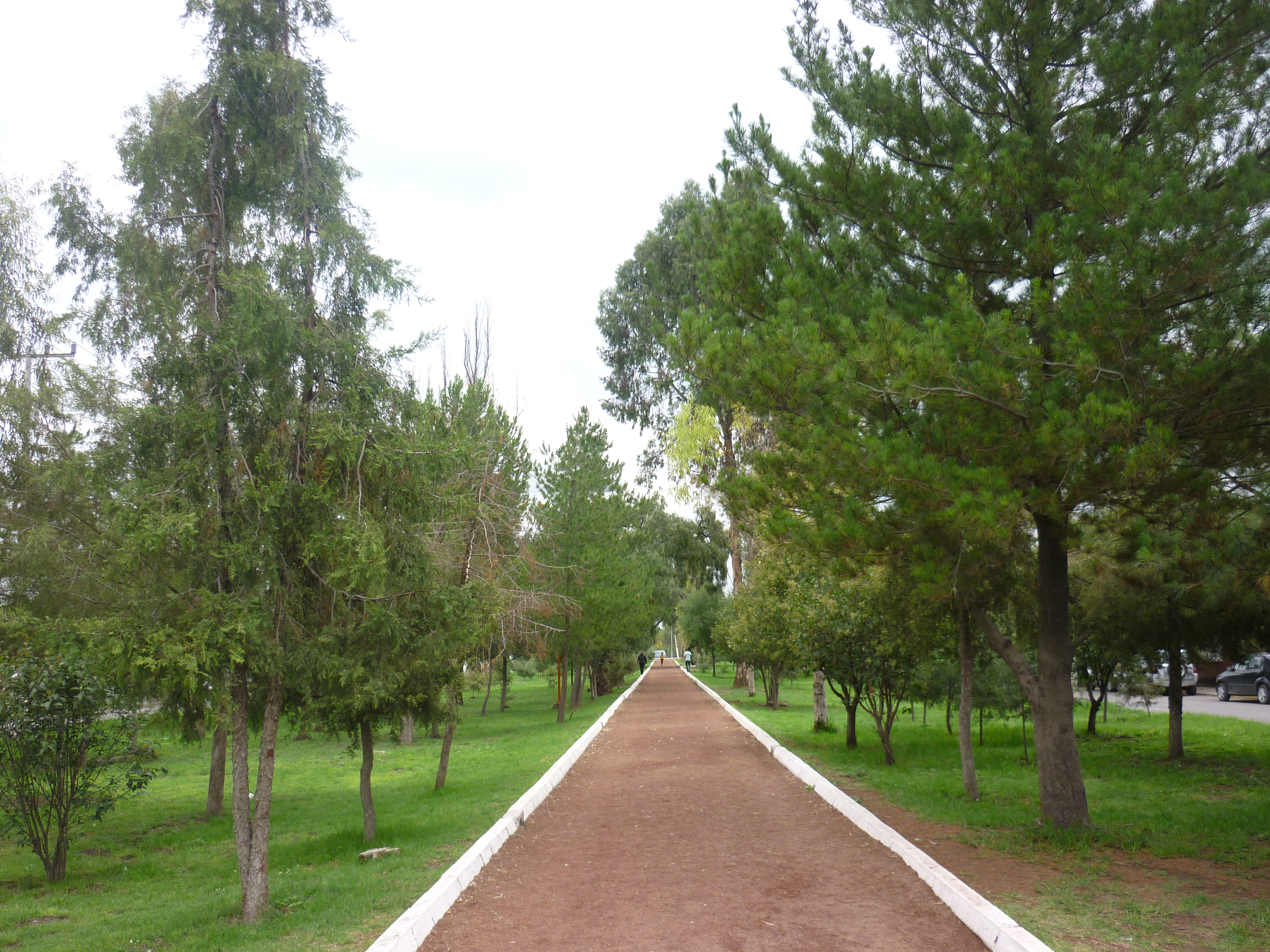
Pista de trote del Fraccionamiento

Oficialmente, el fraccionamiento se crea entre los años de 1960 a 1970. Hasta 1960 el tipo de población predominante en el municipio fueron los pueblos, y a lo largo de esa década se inicia la transformación en la estructura territorial con la construcción del fraccionamiento Ojo de Agua (Monografía de Tecámac, 2000: 43). En 1980 se donan terrenos municipales en Ojo de Agua a las instituciones de educación primaria: Escuela primaria 12 de octubre, Jardín de niños Ojo de Agua, Escuela primaria Ricardo Flores Magón y Escuela primaria Vanguardia Revolucionaria, también se cuenta con dos lugares deportivos habilitados para distintas actividades llamados Deportivo Ojo de Agua y Fabulandia, el primero ubicado entre las calles de mameyes y mandarinas y el segundo se encuentra entre las calles dalias y jacarandas, ambos en la sección jardines.
En 1974 se inició la gestión ante la Secretaría de Educación Pública (México) y el gobierno del Estado para construir la secundaria Felipe Villanueva. En 1975 se construye la primera etapa para poder iniciar clases en septiembre del mismo año.
En 1985 se constituye el comité de preservación y control del crecimiento urbano “Pinta tu raya", cuya responsabilidad es no permitir más asentamientos irregulares en el municipio. En 1988-1990 se construyen casetas de policía municipal, para vigilacia del fraccionamiento. El 20 de noviembre de 1991 se inaugura el mercado de Ojo de Agua.
El aniversario del fraccionamiento es el día 20 de noviembre, por lo que a partir de 1988 se realiza una feria en la Plaza Cívica de Ojo de Agua ubicada en Calzada de Misiones entre las calles de mandarinas y fresas, con juegos mecánicos, antojitos mexicanos, eventos culturales y juegos pirotécnicos.
Durante los años 80s se realizaron en la localidad diversos eventos musicales donde participaron agrupaciones reconocidas en ese entonces por formar parte del movimiento "Rock en tu Idioma". Algunas de las bandas que se presentaron en la discoteca "Trastorno" fueron Kenny y los eléctricos, Caifanes, Los Amantes de Lola, Fobia, La Maldita Vecindad y los Hijos del Quinto Patio, Tijuana No, etc., e inclusive llegaron a presentarse agrupaciones de corte internacional tales como Danza Invisible, Corcobado, Mano Negra, Héroes del Silencio y Radiohead.

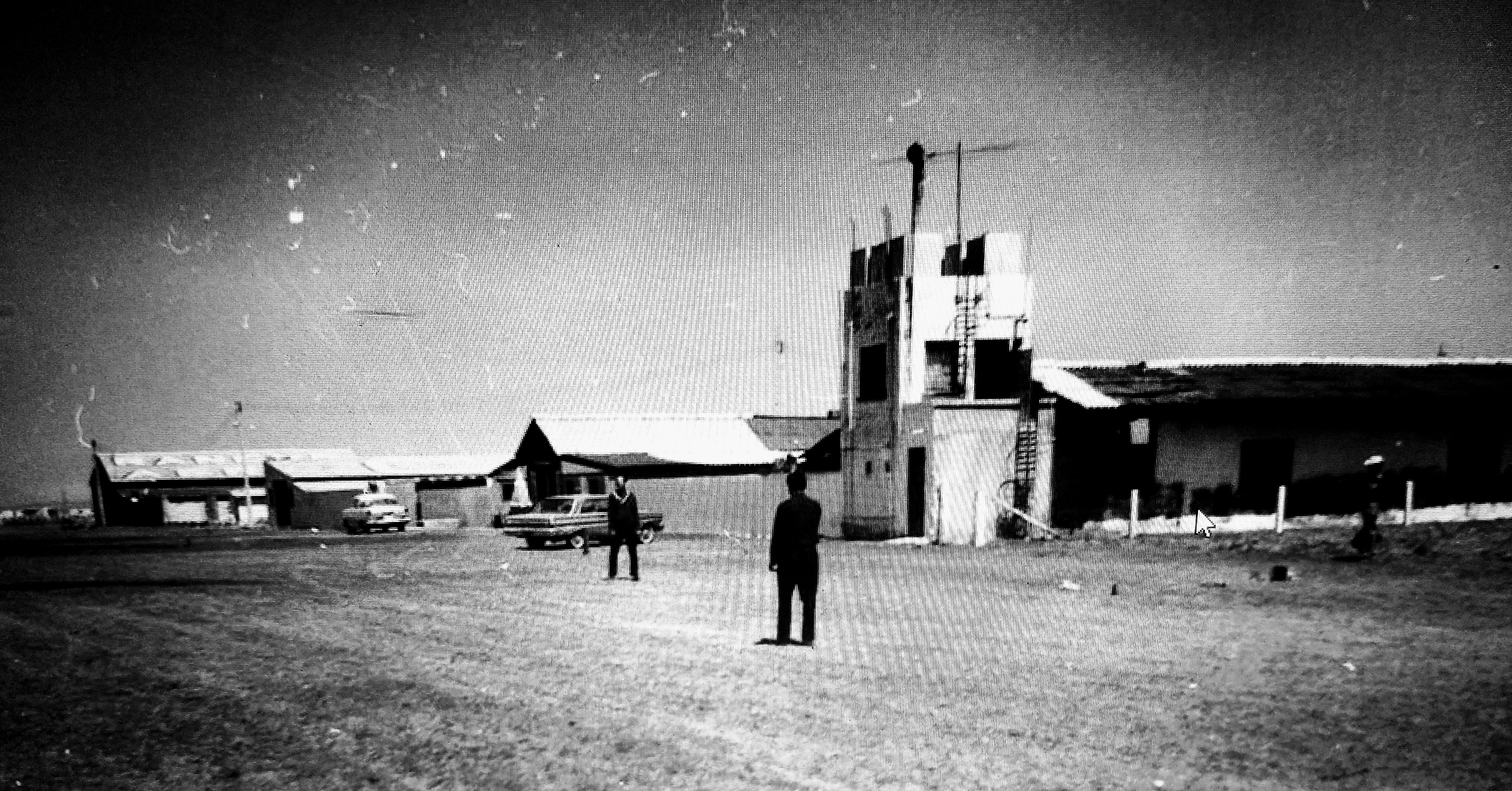
Antigua pista en Rancho Aéreo

### Rancho Aéreo
Después del cierre de la pista del "Aeroclub Campestre" en los terrenos de campo militar, el Capitán Ing. Miguel Cataño Morlet construyó el "Rancho Aéreo", que funcionó durante varios años, con dos pistas, perpendiculares. Un día después de que el piloto Agustín Gutiérrez hizo una demostración de vuelo acrobático, su hermano Juan se accidentó en un Luscombe XB-XOO, ambos en esta aeropista.

### Mamut en Ojo de Agua
En 2008 fueron encontrados, en la sección Jardines Ojo de Agua Estado de México, los restos de un Mamut de la época del Pleistoceno de entre 10 y 13 mil años de antigüedad. La osamenta fue encontrada mientras se hacían las excavaciones para la construcción de un inmueble, el dueño del terreno dio aviso al Instituto Nacional de Antropología e Historia para la realización del estudio correspondiente. Tecámac es un municipio que se ha destacado por ser un lugar donde se han encontrado restos prehistóricos importantes.

## Vialidades y organización urbana

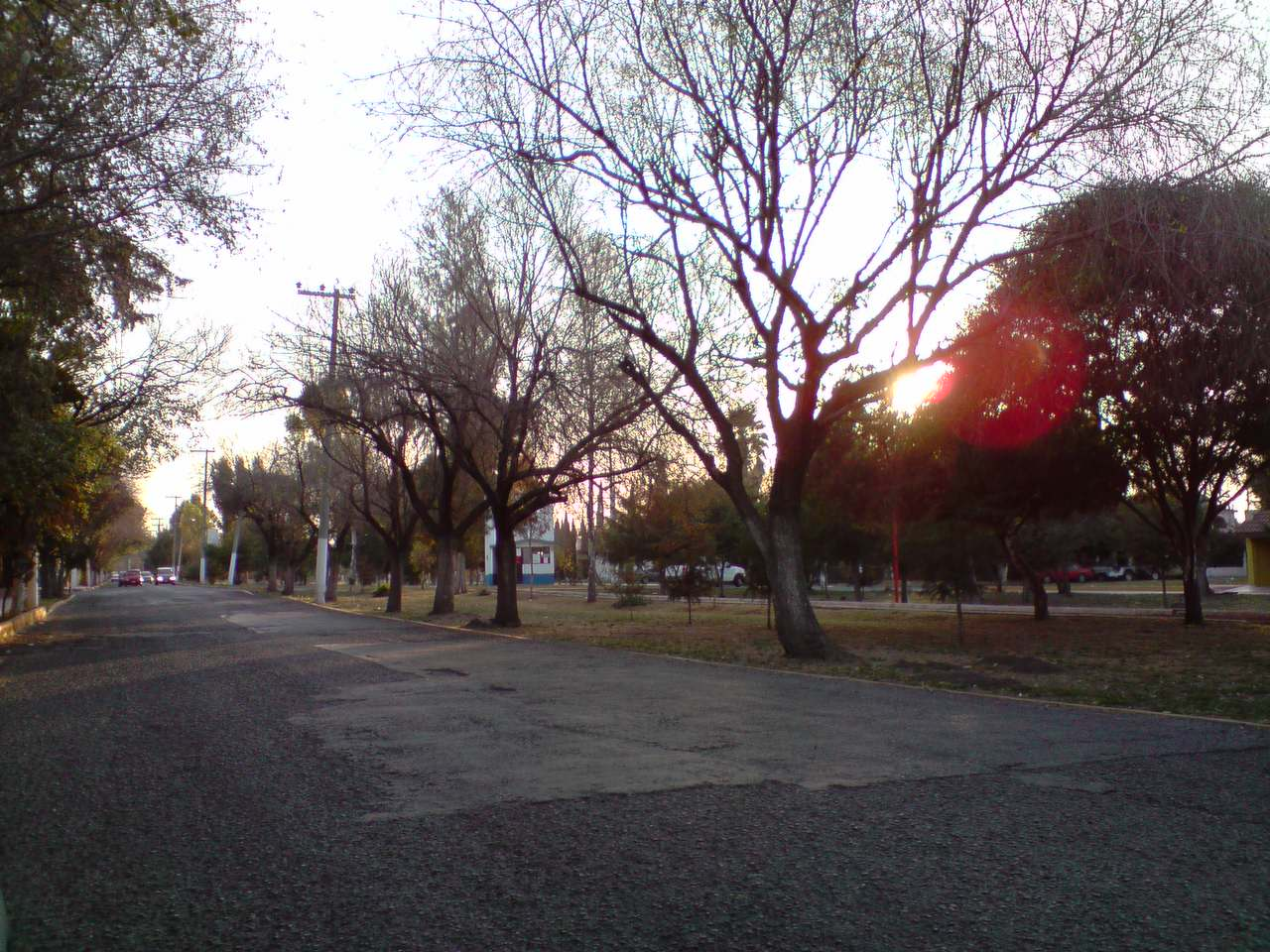
Vista del Boulevard Ojo de Agua

El Fraccionamiento original se encuentra delimitado por la avenida Paseo de Acueducto, la calle Girasoles, un tramo del Boulevard Ojo de Agua, Paseo de las Carretas y Calzada de la Hacienda.
Son contiguas igualmente al fraccionamiento la Colonias Loma Bonita, Real Carrara, Real Castell y los pueblos San Pedro Atzompa y Santa Cruz, así como el municipio vecino de Tonanitla.
Cuenta con una vía principal cuyo nombre es Boulevard Ojo de Agua, el cual cruza de extremo a extremo el fraccionamiento en forma de "L" las secciones Ojo de Agua Jardines y Hacienda Ojo de Agua, pasando por las cuatro secciones en que se divide el fraccionamiento original y el cual cuenta con una pista de trote y áreas verdes,las nuevas áreas creadas por los fraccionamientos de reciente creación cuentan como principal avenida la Vía Real, misma que tiene dirección hacia el municipio de Ecatepec de Morelos, y en el fraccionamiento Urbi Villa es recorrido por la avenida Valle San Miguel de norte a sur, iniciado en la avenida Huertas en Ojo de Agua, y la avenida Valle San Pedro de este a oeste, estas vialidades mencionadas se concentran en dirección al acceso a la autopista federal México-Pachuca 85D y la carretera libre 85,con destino principal a la Ciudad de México. Otras avenidas importantes son "Calzada de la Hacienda", "Calzada de las Misiones", "Paseo de las Carretas", "Paseo de Acueducto" y "Paseo de Castilla".
El fraccionamiento Ojo de Agua fue el primero planificado del municipio de Tecámac y a lo largo de su vida como fraccionamiento ha dado sustentabilidad al municipio, pero aun así carece de un plan o proyecto a largo plazo para su mantenimiento.

## Crecimiento Urbano y división administrativa
El fraccionamiento inicial de Ojo de Agua se divide en 4 secciones:
- Sección Hacienda
- Sección Alamedas
- Sección Jardines
- Sección Villas

En los últimos años se han creado diversos fraccionamientos alrededor del original y que han aumentado en gran medida la población, misma que impulso la redistritación y el nombramiento de Ojo de Agua como cabecera distrital electoral, los fraccionamientos a la fecha son los siguientes:
- Real del Sol
- Real del Cid
- Real Verona
- Real Firenze
- Real Castell
- Real Toscana
- Real Vizcaya
- Real Carrara
- Urbi Villa Del Campo/ Valle San Pedro
- Paseos del Bosque 2
- Quinta Versalles
- Senderos
- Punta Palermo
- Real Alcalá

Todos estos fraccionamientos se consideran parte de la localidad de Ojo de Agua y son junto con el fraccionamiento original los de mayor nivel económico y población del municipio representando el 66.45 % de la misma..

## Información demográfica 2010
| INEGI. Censo de Población y Vivienda, 2010             |             |             |             |             |             |             |
| Información de localidad                               |             |             |             |             |             |             |
| Datos actuales                                         |             |             |             |             |             |             |
| Clave INEGI                                            | 150810019   | 150810019   | 150810019   | 150810019   | 150810019   | 150810019   |
| Clave de la entidad                                    | 15          | 15          | 15          | 15          | 15          | 15          |
| Nombre de la Entidad                                   | México      | México      | México      | México      | México      | México      |
| Clave del municipio                                    | 081         | 081         | 081         | 081         | 081         | 081         |
| Nombre del Municipio                                   | Tecámac     | Tecámac     | Tecámac     | Tecámac     | Tecámac     | Tecámac     |
| Grado de marginación municipal 2010                    | Muy bajo    | Muy bajo    | Muy bajo    | Muy bajo    | Muy bajo    | Muy bajo    |
| Clave de la localidad                                  | 0019        | 0019        | 0019        | 0019        | 0019        | 0019        |
| Nombre de la localidad                                 | Ojo de Agua | Ojo de Agua | Ojo de Agua | Ojo de Agua | Ojo de Agua | Ojo de Agua |
| Estatus al mes de octubre de 2015                      | Activa      | Activa      | Activa      | Activa      | Activa      | Activa      |
| Año                                                    | 2005        | 2005        | 2005        | 2010        | 2010        | 2010        |
| Datos demográficos                                     | Hombres     | Mujeres     | Total       | Hombres     | Mujeres     | Total       |
| Total de población en la localidad                     | 79,266      | 82,554      | 161,820     | 118,007     | 124,265     | 242,272     |
| Viviendas particulares habitadas                       | 41,379      | 41,379      | 41,379      | 66,552      | 66,552      | 66,552      |
| Grado de marginación de la localidad (Ver indicadores) | Muy bajo    | Muy bajo    | Muy bajo    | Muy bajo    | Muy bajo    | Muy bajo    |
| Grado de rezago social localidad (Ver indicadores)     | 1 muy bajo  | 1 muy bajo  | 1 muy bajo  | Muy bajo    | Muy bajo    | Muy bajo    |
| Indicadores de carencia en vivienda (Ver indicadores)  |             |             |             |             |             |             |

## Demografía
La localidad de Ojo de Agua cuenta según datos del XIV Censo General de Población y Vivienda del Instituto Nacional de Estadística y Geografía con una población de 386 290 habitantes en el año 2020. Es por su población la 44° ciudad más poblada de México.
| Gráfica de evolución demográfica de Ojo de Agua entre 1980 y 2020                                 |
|                                                                                                   |
| Población de los censos del Instituto Nacional de Estadística y Geografía (INEGI) de 1900 a 2020. |